# Lithops

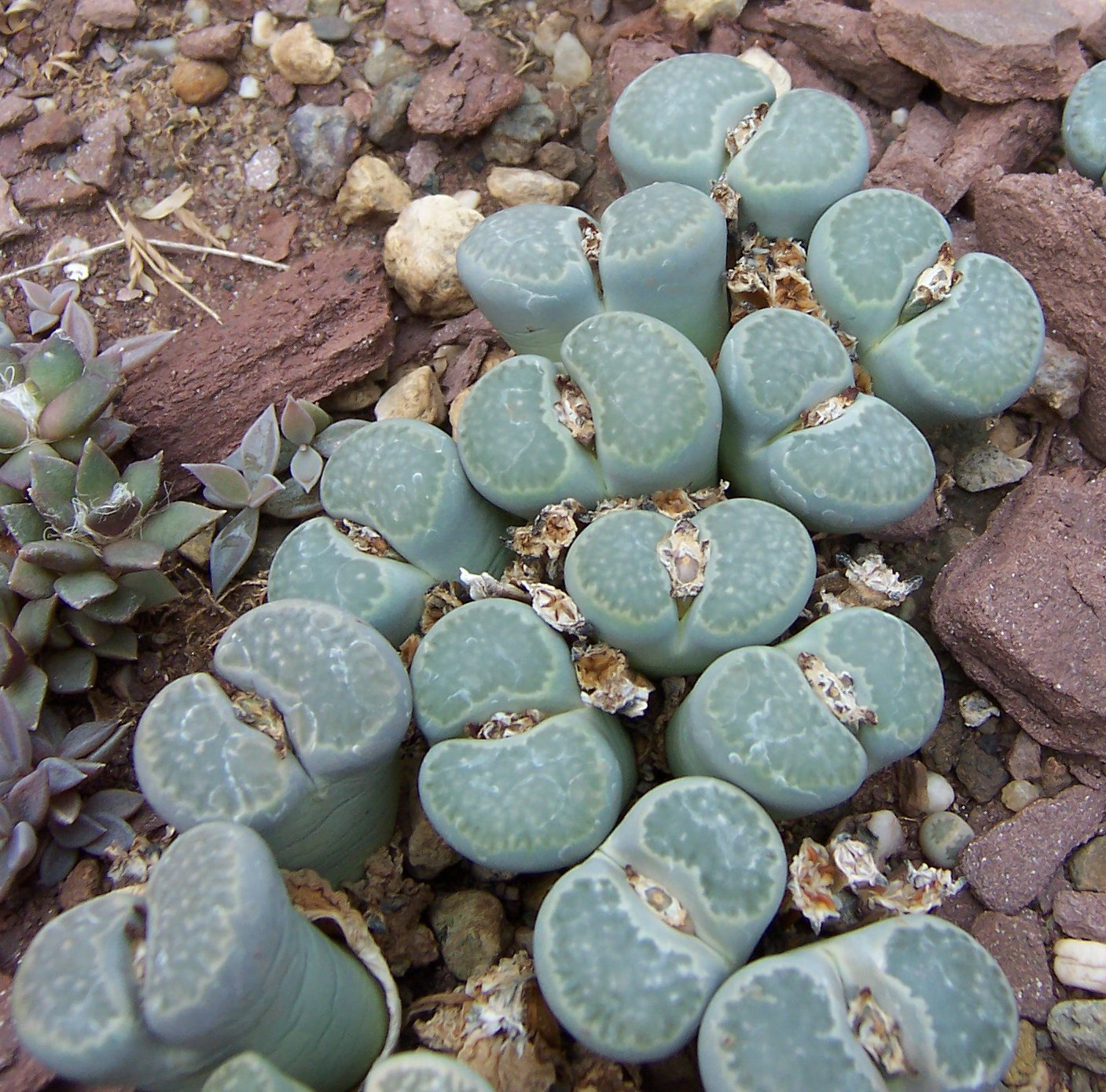
Grupo de Lithops salicola

Lithops es un género de plantas suculentas con 38 especies pertenecientes a la familia Aizoaceae nativas del África austral.
Se denominan vulgarmente piedras vivas o planta piedra debido a que presentan una apariencia que las hace prácticamente indistinguibles de las piedras de su entorno; adaptación evolutiva (denominada cripsis) que les permite camuflarse ante posibles depredadores. 

## Etimología
El nombre Lithops deriva de las palabras griegas lithos (piedra) y ops (cara) u opsis (apariencia).

## Descripción
Se caracterizan por poseer dos hojas acopladas, divididas por una fisura a través de la cual aparecen las flores. Cada par de hojas forman el cuerpo de la planta que tiene forma cilíndrica o cónica con una superficie plana. De la fisura entre las hojas brotan, anualmente, un nuevo par de hojas y en cuanto estas se desarrollan, las antiguas se secan. Las especies varían en su coloración, siendo de color verde, violáceo o rosa y pueden estar manchadas, estriadas o punteadas. Frecuentemente presentan "ventanas" que corresponden a pequeñas zonas transparentes o traslúcidas sin clorofila, por donde llega la luz a la parte de la planta que permanece enterrada.

## Floración
La floración se produce en otoño, y cada planta genera una única flor. La flor, de hábito nocturno, tiene una forma similar a la margarita. En algunas especies, la flor es más grande que el cuerpo de la planta, de color blanco o amarillo y ligeramente perfumadas. 

## Cultivo
Su cultivo es relativamente fácil. La mayor dificultad consiste en el riego, ya que el exceso de agua produce putrefacción, sobre todo durante la época de reposo en invierno (tras la floración, que se produce en otoño) y en pleno verano, cuando la actividad vegetativa está reducida por el calor. Necesitan luz solar indirecta o bastante claridad. Se propaga por semillas.
Soportan temperaturas de entre 5 y 40 grados Celsius.

## Taxonomía
El género fue descrito por  Nicholas Edward Brown, y publicado en The Gardeners' Chronicle, 71: 44. 1922. La especie tipo es: Lithops lesliei (N.E. Br.) N.E. Br. 

#### Historia
William Burchell fue el primer botánico que describió estas plantas en 1811 cuando, por casualidad, encontró lo que le pareció un curioso guijarro en el suelo.

## Especies
1. Lithops aucampiae
2. Lithops coleorum
3. Lithops dinteri
4. Lithops divergens
5. Lithops dorotheae
6. Lithops geyeri
7. Lithops helmutii
8. Lithops herrei
9. Lithops lesliei (especie tipo)
10. Lithops marmorata
11. Lithops meyeri
12. Lithops naureeniae
13. Lithops olivacea
14. Lithops otzeniana
15. Lithops salicola
16. Lithops viridis
17. Lithops werneri